# Teoria del caos
En matemàtiques i en física, la teoria del caos tracta el comportament de determinats sistemes dinàmics no lineals que, sota certes condicions, presenten un fenomen conegut com a caos, que es caracteritza especialment per la sensibilitat a les condicions inicials, és a dir, que un petit canvi en les condicions inicials del sistema dona lloc a una evolució posterior molt diferent. Com a resultat d'aquesta sensibilitat, el comportament del sistema té una aparença aleatòria, malgrat que el sistema és totalment determinista. Trobem exemples d'aquests sistemes en models atmosfèrics, el sistema solar, models econòmics i models de creixement de població. La teoria del caos forma part del camp més genèric dels sistemes dinàmics no lineals.
Cal remarcar que, contràriament al significat habitual del terme caos, els sistemes caòtics no presenten gens d'aleatorietat, malgrat que el seu comportament ho sembli. En altres paraules, donades unes condicions inicials determinades, es pot calcular amb el grau de precisió que es vulgui l'estat del sistema en qualsevol instant de temps posterior. La caoticitat prové del fet que, si es canvien lleugerament aquestes condicions inicials, el resultat no canviarà lleugerament (com passaria en un sistema lineal), sinó que pot ser radicalment diferent.

## Descripció de la teoria
En general, un sistema dinàmic no lineal pot exhibir un o més d'aquests tipus de comportament, en funció de l'estat inicial del sistema i dels valors dels seus paràmetres, si és que en té: a) sempre en repòs; b) moviment no limitat, amb poc de sentit físic; c) moviment periòdic, com el d'un pèndol, per exemple; d) moviment quasi periòdic, com el de sistemes amb dues freqüències incommensurables i e) moviment caòtic. En general, un sistema podrà exhibir tots els tipus de moviment anteriors i en passarà d'un a l'altre quan es varien un o més paràmetres, mitjançant el que s'anomenen bifurcacions.
Un sistema dinàmic no lineal s'anomena caòtic si el seu comportament, per a alguns valors dels seus paràmetres, presenta les característiques següents:
- ha de ser sensible a les condicions inicials: això significa que dos punts inicialment propers en aquest sistema es poden moure en trajectòries molt diferents en l'espai de fases. Els sistemes es comporten de manera idèntica només si les condicions inicials són exactament les mateixes;
- ha de presentar la propietat de mescla topològica: això significa que el sistema evoluciona de manera que qualsevol trajectòria en una regió de l'espai de fases tornarà a passar per la mateixa regió una vegada i una altra. Com l'espai de fases és finit, això implica que les trajectòries es barrejaran molt les unes amb les altres després d'un temps. Aquesta propietat i l'anterior s'han anomenat sovint com la recepta per al caos: estirar i doblegar: la sensibilitat a les condicions inicials separa exponencialment dos punts propers, mentre que la mescla topològica els torna a apropar després d'un temps;
- les seves òrbites periòdiques són denses, és a dir, que en l'espai de fases entre dues òrbites periòdiques (corresponents a moviments periòdics, no caòtics) sempre es pot trobar una altra òrbita periòdica.

### Atractors estranys

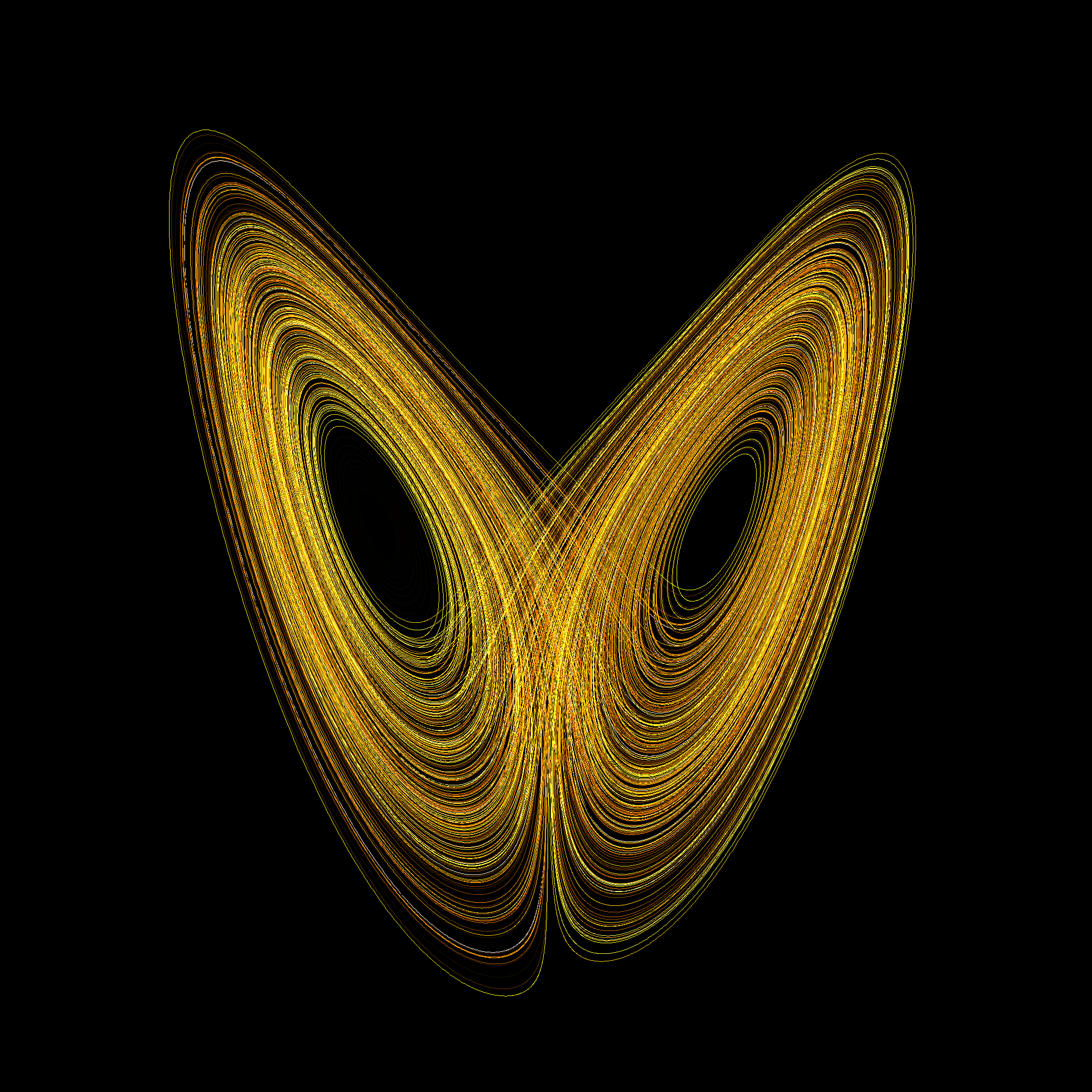
L'atractor estrany del model de Lorenz, per a uns valors dels paràmetres: r = 28, σ = 10, b = 8/3

Una manera de visualitzar el moviment caòtic, o qualsevol tipus de moviment, és observar la trajectòria del sistema en l'espai de fases. En aquest espai, el temps és implícit i cada eix representa una de les variables o graus de llibertat del sistema. Per exemple, un sistema en repòs apareixerà com un punt (les seves variables no canvien en funció del temps) i un sistema en moviment periòdic descriurà una corba tancada.
La trajectòria en l'espai de fases per a un sistema donat depèn de l'estat inicial del sistema i dels paràmetres, però sovint el diagrama de fases revela que el sistema acaba fent el mateix moviment per a tots els estats inicials en una certa regió, de manera que independentment de les condicions inicials el sistema acaba descrivint la mateixa trajectòria en l'espai de fases. Per exemple, en un pèndol forçat a una determinada freqüència, el moviment del pèndol acabarà sent sempre el mateix, encara que el deixem anar des de posicions diferents, de manera que la seva trajectòria en l'espai de fases (una corba tancada) serà la mateixa per a molts punts inicials diferents. Aquesta trajectòria en l'espai de fases a què el sistema acabarà arribant s'anomena atractor. Un moviment periòdic, com hem dit, descriu una corba tancada, que s'anomena cicle límit; un moviment caòtic va a parar al que s'anomena atractor estrany.
Per exemple, un model tridimensional simple de convecció atmosfèrica, el model de Lorenz, genera en l'espai de fases el famós atractor de Lorenz, que és potser un dels diagrames de sistemes caòtics més ben coneguts, no sols perquè en fou el primer observat en sistemes dissipatius, sinó també perquè n'és un dels més complexos i, com a tal, dona lloc a una estructura molt interessant, comuna a tots els atractors estranys: són figures fractals. El model de Lorenz, amb uns valors determinats dels seus paràmetres, només dona lloc a un atractor en l'espai de fases, de manera que siguin quines siguin les condicions inicials el sistema anirà a parar a aquest atractor. En general, però, un sistema donat, per a uns valors determinats dels seus paràmetres, pot tenir diversos atractors (no necessàriament estranys) en el seu espai de fases i, segons les condicions inicials, el sistema pot acabar en un atractor o en un altre.
El teorema de Poincaré-Bendixson demostra que un atractor estrany només pot donar-se en un sistema continu dinàmic si té tres o més dimensions (tres o més graus de llibertat). No obstant això, tal restricció no s'aplica als sistemes discrets, que poden exhibir atractors estranys en sistemes de dues dimensions o fins i tot d'una dimensió.

### Caos en sistemes conservatius i en sistemes dissipatius
La discussió anterior s'aplica especialment als sistemes dissipatius, aquells en què l'energia no es conserva. Els sistemes conservatius (o hamiltonians) també poden presentar caos, tot i que en aquests sistemes no hi ha atractors, i cada punt de condicions inicials dona lloc a una trajectòria diferent en l'espai de fases. Els sistemes hamiltonians foren precisament els primers que es varen estudiar des del punt de vista dels sistemes dinàmics i els primers en què es va observar el caos (amb els treballs d'Henri Poincaré). L'exemple paradigmàtic d'aquests sistemes és el moviment planetari.

## Desenvolupament històric
Els inicis de la teoria del caos se situen cap al 1900, amb els estudis d'Henri Poincaré sobre el problema del moviment de tres cossos sotmesos a la seva atracció gravitatòria mútua, l'anomenat problema dels tres cossos. Poincaré trobà que pot haver-hi òrbites no periòdiques i que, nogensmenys, no s'apropen o s'allunyen indefinidament d'un punt. G. D. Birkhoff, A. N. Kolmogórov, Mary Cartwright, J. E. Littlewood i Stephen Smale realitzaren estudis posteriors, més centrats en la teoria d'equacions diferencials no lineals, però inspirats en problemes físics: el problema dels tres cossos en el cas de Birkhoff, el flux turbulent en el cas de Kolmogórov i qüestions d'enginyeria electrònica en el cas de Cartwright i Littlewood. Tot i que el caos no s'havia observat en el moviment planetari, sí que s'havia observat turbulència en el moviment dels fluids (que cal no confondre, però, amb el caos) i oscil·lacions no periòdiques en circuits electrònics, sense que cap teoria expliqués què hi estava passant.
La teoria del caos avançà més ràpidament a partir de mitjan segle xx, quan es van començar a poder utilitzar ordinadors electrònics. Bona part de la matemàtica del caos implica la repetició indefinida de fórmules matemàtiques simples (evident en el cas dels sistemes discrets; per als sistemes continus, però, les equacions diferencials sempre es poden integrar finalment per un procediment iteratiu). Aquesta repetició indefinida és ideal per a introduir-la en un ordinador.
Un pioner de la teoria fou Edward Lorenz, l'interès del qual en el caos s'inicià accidentalment amb la seva recerca en predicció meteorològica. El 1961, Lorenz estava utilitzant un ordinador senzill, un Royal McBee LGP-30, per a executar una simulació d'un model simplificat de convecció atmosfèrica. Per estalviar temps, inicià una repetició d'una llarga simulació no des de les condicions inicials de la primera simulació, sinó a partir d'un punt intermedi calculat amb la primera simulació. Sorprenentment, el resultat de la repetició començà a divergir exponencialment respecte a la simulació original. Lorenz deduí correctament que la diferència es devia al fet que, en introduir les condicions inicials, havia utilitzat només tres xifres decimals en lloc de les 6 utilitzades inicialment per l'ordinador; la petita diferència provocà un resultat totalment diferent i fou la primera observació de comportament caòtic en una simulació matemàtica.

## Caos i sistemes complexos
El descobriment de la dinàmica caòtica ha estat sorprenent i ha canviat les idees establertes sobre el comportament i modelització de sistemes. La sensibilitat a les condicions inicials i les evolucions irregulars que presenten els sistemes caòtics fou el que va dur a considerar el caos determinista de pocs graus de llibertat com un possible camí per a explicar l'aparició de comportaments complexos en diversos sistemes naturals (com el flux turbulent plenament desenvolupat, l'atmosfera terrestre, la dinàmica del cervell o una colònia de formigues).
Nogensmenys, els comportaments dels sistemes amb comportaments complexos semblen implicar una dimensionalitat més alta i la coexistència de diverses escales temporals característiques (o diverses freqüències pròpies). Els sistemes caòtics de baixa dimensió descriuen moviments en l'espai de fases que es basen en unes poques trajectòries bàsiques que, tot i aparèixer lleugerament diferents cada vegada, segueixen una seqüència definida, d'estructura força simple i amb molt poques freqüències característiques. El model de Rössler, per exemple, només presenta una freqüència bàsica d'oscil·lació, tot i ser caòtic: té un període bàsic que es repeteix amb variacions en l'amplitud. És clarament irregular i evidentment caòtic segons la definició matemàtica, però el seu grau de complexitat és baix. En definitiva, la teoria de sistemes dinàmics no lineals pot arribar a explicar alguns fenòmens associats a la complexitat, però està lluny de poder reproduir les característiques bàsiques que s'hi observen; per això, han sorgit altres propostes per explicar determinats aspectes de la complexitat, a partir de conceptes bàsics diferents. Es pot citar la teoria de catàstrofes, els autòmats cel·lulars, les xarxes neuronals i les xarxes de Kaufmann, la criticitat autoorganitzada o els models espaciotemporals.

### Nivell divulgatiu i introductori
- Figueras, M. i cols.: «Què són i què fan els sistemes dinàmics?» Revista Catalana de Física vol. 2 núm. 4, 1r semestre de 1998 (Societat Catalana de Física, Barcelona).
- Perpinyà, N.: Caos, virus, calma. La Teoría del Caos aplicada al desórden artístico, social y político (Páginas de Espuma, Madrid, 2021).
- Stewart, I.: ¿Juega Dios a los dados? (Crítica, Barcelona, 1991).
- Gleick, J.: Caos, el nacimiento de una nueva ciencia (Crítica, Barcelona, 1990).

### Nivell avançat
- Wiggins, S.: Introduction to Applied Nonlinear Dynamical Systems and Chaos (Springer-Verlag, Nova York, 1990).
- Hilborn, R. C.: Chaos and Nonlinear Dynamics (Oxford University Press, Nova York, 1994).
- Bergé, P.; Pomeau, Y; Vidal, C.: L'ordre dans le chaos (Hermann, París, 1995).
- Solé, R.; Manrubia, S.: Orden y caos en sistemas complejos (Edicions UPC, Barcelona, 1996).
- Bascompte, J. i cols.: Ordre i caos en ecologia (Edicions UB, Barcelona, 1996).